# Carl Bamberger
Carl Bamberger (* 21. Februar 1902 in Wien, Österreich-Ungarn; † 18. Juli 1987 in New York, N.Y.) war ein amerikanischer Dirigent und Musikpädagoge österreichischer Herkunft.

## Leben
Bamberger studierte an der Universität Wien Musikgeschichte und Philosophie und 1920–24 Musiktheorie und Klavier bei Heinrich Schenker und Violoncello bei Friedrich Buxbaum. 1924–27 war er am Stadttheater Danzig und 1927–31 am Landestheater Darmstadt als Dirigent engagiert. Ab 1930 war Bamberger Gastdirigent, u. a. in Asien, Russland, Ägypten, bevor er 1937 in die USA emigrierte, wo er verschiedene Orchester leitete. 1940 gründete er die New York Choral Group of Manhattan und leitete sie bis 1945. 1943–50 war er Generalmusikdirektor des Frühlingsfests in Columbia. Von 1938 bis 1975 lehrte er am Mannes College of Music in New York Komposition und Orchesterleitung, 1975/76 an der Louisiana State University. 1947/1948 und 1950/1951 war er Chefdirigent von The Little Symphony of Montreal/La Petite Symphonie de Montréal und von 1950 bis 1952 Generalmusikdirektor der Montreal Symphony Chamber Concerts. 1951 dirigierte er die Bühnenpremiere von Bohuslav Martinůs Comedy on the Bridge (Komödie auf der Brücke) am Hunter College in New York. In den Jahren 1957–74 trat er als Gastdirigent des Südfunk Sinfonieorchesters wieder in Europa auf. Engagements führten ihn auch nach Köln, Hamburg und Frankfurt.
In 1963 dirigierte er die Sommer Konzerte des Naumburg Konzertfestivals in der Naumburg Konzertmuschel im Central Park.
Zu seinem Schülerkreis zählten Marin Alsop, George Cleve, Armen Donelian, Richard Goode, Leonard Gregory Kastle, Ira Kraemer, Daniel Lipton, Carl Schachter, Murray Perahia, Eve Queler, Michael Jeffrey Shapiro, Henry Shek, Roy Sonne und Dina Soresi Winter.
Bamberger war mit der Cellistin Lotte (eig. Maria Charlotte; geb. Hammerschlag) verheiratet, die nach ihrem Violinstudium an der Wiener Musikakademie als Bratschistin tätig war. Nach ihrer Emigration spielte sie von 1936 bis 1938 beim Palestine Symphony Orchestra in Tel Aviv. Danach lebte sie in New York. Sie unterrichtete ebenfalls am Mannes College of Music in New York und trat als Solistin in zahlreichen Konzerten auf.

## Schriften
- The Conductor's Art. Edited and with an introduction by Carl Bamberger. Illustrated by B. F. Dolbin.: McGraw-Hill Book Co., New York 1965.

Columbia University Press; New York 1989, (Neuauflage) ISBN 0-231-07128-0
- Das Wiener Photogramm-Archiv. In: Musikblätter des Anbruch. Vorwärts-Verlag, Wien 1936, Heft 1, S. 6.
- Das Schenker-Institut am Neuen Wiener Konservatorium. In: Musikblätter des Anbruch. Vorwärts-Verlag, Wien 1936, Heft 1, S. 7f.
- Three Mozart Overtures: Dramatic Aspect and Structure. In: Friends of Mozart Inc. Newsletter, New York 2001, S. 1–3.

## Diskographie
Auswahl
- Ludwig van Beethoven: Fidelio. Erich Wenk (Don Fernando), Heinz Rehfuß (Don Pizarro), Julius Patzak (Florestan), Gladys Kuchta (Leonore), Melitta Muszely (Marzelline), Karl Kümmel (Rocco); Chor und Orchester des NDR Hamburg, ca. 1958

Guilde Internationale du Disque SMS 2120 (2 LP) -STEREO-, Gala-CD GL-100772 -MONO-
- Ludwig van Beethoven: Leonoren-Ouvertüre Nr. 3. Frankfurter Opernorchester

Concert Hall-M944
- Ludwig van Beethoven: Symphonie Nr. 2. Frankfurter Opernorcheste

Concert Hall AM-2040, publ. 1961, ReDiscovery Stereo CD RD 086
- Johannes Brahms: Symphonie Nr. 1. Frankfurter Opernorchester

Musical Masterpiece Society MMS-2096, ReDiscovery RD 095/096 (2 CD-Set)
- Johannes Brahms: Symphonie Nr. 4. Frankfurter Opernorchester
 Tragische Ouvertüre; Norddeutsches Symphonieorchester Hamburg

Musical Masterpiece Society MMS-2091, ReDiscovery Stereo CD RD 086
- Johannes Brahms: Symphonie Nr. 4. Frankfurt Orchestra
 Alt-Rhapsodie; Grace Hoffman, North German Philharmonic Chorus and Orchestra

Crowell-Collier CCRG 137, 1957
- Johannes Brahms: Violinkonzert. Riccardo Odnoposoff, Frankfurter Opernorchester, ca. 1954

Musical Masterpiece Society MMS-145, DHR-7874-9 (6 CD-Set)
- Joseph Haydn: Konzert für Trompete und Orchester. Herbert Bräuning, Frankfurter Kammerorchester, 1957

Musical Masterpiece Society M-2101
- Franz Liszt: Les Préludes. Norddeutsches Symphonie-Orchester, Hamburg

Musical Masterpiece Society MMS 166
- Franz Liszt: Ungarische Fantasie. Sondra Bianca (Klavier), Norddeutsches Symphonie-Orchester, Hamburg

Musical Masterpiece Society MMS 166
- Wolfgang Amadeus Mozart: Symphonie Nr. 32. Frankfurter Opern- und Museumsorchester, ca. 1960

Musical Masterpiece Society M-5003, Gala-CD GL-100802
- Franz Schubert: Symphonie in h-moll „Unvollendete“. Pasdeloup Orchestre Paris, ca. 1960

Musical Masterpiece Society M-5003
- Richard Wagner: Die Meistersinger von Nürnberg. Rudolf Gonszar (Hans Sachs), Karl Liebl (Walter v. Stolzing), Uta Graf (Eva), Jakob Rees (David), Gerhard Misske (Beckmesser); Orchester des Städtischen Opernhauses Frankfurt, 1963

Musical Masterpiece Society M-2039
- Richard Wagner: Lohengrin (gekürzte Fassung). Karl Liebl (Lohengrin), Uta Graf (Elsa), Anneliese Schlosshauer (Ortrud), Leonardo Wolovsky (König Heinrich), Roland Kunz (Telramund u. Herold)

Musical Masterpiece Society (?)
- Richard Wagner: Tristan und Isolde. Vorspiel 1. Akt und Liebestod. Frankfurter Opernorchester, ca. 1959

Columbia HL 7172; Musical Masterpiece Society MMS 2093
- Tschaikowsky, P.I.: Klavierkonzert Nr. 1 in b-moll. Sondra Bianca (Klavier), Orchester der 'Concerts de Paris' Leitung Bamberger, C., Musical Masterpiece Society MMS-177